# Le Hit W9
 (décembre 2019).
Le Hit W9 (anciennement E-Classement jusqu'en 2015) est une émission musicale diffusée sur W9 depuis janvier 2007 qui publie le classement des 50 titres les plus téléchargés sur Internet. Elle a successivement été présentée par Cécile Siméone de janvier à juin 2007, Karima Charni puis Amélie Bitoun. Nancy Sinatra anime elle aussi le E-Classement depuis le 20 février, en l'absence temporaire d'Amélie Bitoun, partie en congé maternité. Amélie Bitoun fut de retour le dimanche 12 juin 2011. Depuis la rentrée 2015, l'émission a changé de nom devenu Le Hit W9 et est présentée par une voix-off, à la suite du départ de Karima Charni pour NRJ 12.

## Concept
Depuis septembre 2011, l'émission est désormais reprise par Karima Charni en tant que voix Off. Il n'y a donc plus de présentatrice au sein de l'émission à l'exception des émissions spéciales, animées par des célébrités.

## Les rubriques intermédiaires de l'émission
E-Classement propose également divers rubriques au cours de l'émission :
- Le Starter (après la 40e place),
- Le Top Album (depuis septembre 2008), classement des 5 albums les plus téléchargés (après la 30e place),
- Le Coup de Cœur (après la 20e place),
- Le "Top International" (après la 10e place),
- Le Top Ten (après la 2e place).

## Source du classement
Contrairement à ce que l'on pourrait penser[style à revoir], le E-Classement publie les résultats provenant du classement iTunes, et non des résultats Ifop (ce que fait Virgin 17 pour le Top Digital 50)[réf. souhaitée]. D'où les différences significatives des données constatées entre ces deux émissions.

### Différences par rapport au classement officiel des téléchargements
- Les rangs des titres,
- Les dates et les rangs d'entrée des titres,
- Certains titres présents dans le Top Digital 50 ne figurent pas dans le E-Classement,
- Certains titres absents du Top Digital 50 peuvent figurer dans le E-Classement,
- Les évolutions sont parfois plus importantes (plusieurs titres ont chuté ou progressé de plus de 20 à 25 places),
- Le n°1 peut être différent....

## Artistes ayant animé le E-Classement
Depuis la création de l'émission, il n'est pas rare de voir des artistes interprètes animer le E-Classement. C'est le cas de Christophe Willem le 1er juillet 2007, mais aussi de Christophe Maé en 2010.
- 2007 : Christophe Willem
- 2010 : Christophe Maé
- 2011 : Inna, Shy'm, Quentin Mosimann et Sheryfa Luna, Luce, M Pokora, Anggun
- 2012 : Jenifer, Baptiste Giabiconi, Louisy Joseph, Inna Modja, Tal
- 2013 : Joyce Jonathan, Keen'v, Sheryfa Luna et Axel Tony
- 2014 : David Carreira, Damien Sargue et Nuno Resende, Elisa Tovati et Brice Conrad
- 2015 : Damien Sargue, Brahim Zaibat et Olivier Dion, Zaho et Camille Lou, Julie Zenatti, Houcine et Sacha Tran

En 2011, Inna (le 20 mars) a tenté l'expérience, le 15 mai Shy'm, Quentin Mosimann et Sheryfa Luna animent ensemble l'émission le 22 mai. Le dimanche 29 mai, nous retrouvons Luce, gagnante de la Nouvelle Star et le dimanche 5 juin c'est M. Pokora aux commandes de l'émission. Une célébrité a animé le E-Classement le 11 septembre.
Et le 16 juin 2013, Joyce Jonathan s'est prêtée au jeu de presenter cette émission.

## Anecdotes
- Après la 2e place, et avant de dévoiler à nouveau le Top Ten sous cette rubrique, Karima Charni joue le rôle d'une personne mécontente pour les téléspectateurs qui n'auront pas suivi l'émission.
- Le 1er juillet 2007, l'émission est animée par Christophe Willem à l'occasion de sa semaine. Justement, ce numéro a vécu la victoire de son single "Double JE" qui a gagné une place, détrônant Relax take it easy de Mika alors relégué en seconde place[2].
- Certains titres qui sont entrés à la 1re place du classement ont fait l'objet d'une publication vidéo sur Internet.
- Le record de la plus forte progression est détenu par "Relator" de Pete Yorn et Scarlett Johansson avec 44 places supplémentaires (de la 49e à la 5e place le 20 septembre 2009).
- Le record de la plus forte dégringolade est détenu par la bande originale des Simpson avec 37 places en moins (de la 7e à la 44e place le 28 octobre 2007) et par "La nuit je mens" de Alain Bashung (de la 10e à la 47e place le 19 avril 2009).

## Rétrospective 2010
Le dimanche 2 janvier 2011 a été diffusée la rétrospective 2010, qui a été dominée par Bad Romance de Lady Gaga.
| Rang | Titre                                               |
| ---- | --------------------------------------------------- |
| 1    | Bad Romance - Lady Gaga                             |
| 2    | Memories - David Guetta & Kid Cudi                  |
| 3    | Tik Tok - Kesha                                     |
| 4    | Sexy Bitch - David Guetta & Akon                    |
| 5    | Telephone - Lady Gaga & Beyonce                     |
| 6    | I Gotta Feeling - Black Eyed Peas                   |
| 7    | Love the Way You Lie - Eminem & Rihanna             |
| 8    | Waka Waka - Shakira                                 |
| 9    | Alejandro - Lady Gaga                               |
| 10   | Fireflies - Owl City                                |
| 11   | Alors on danse - Stromae                            |
| 12   | Empire State of Mind - Jay-Z & Alicia Keys          |
| 13   | Hey, Soul Sister - Train                            |
| 14   | California Gurls - Katy Perry                       |
| 15   | Meet Me Halfway - Black Eyed Peas                   |
| 16   | Désolé - Sexion d'Assaut                            |
| 17   | Not Afraid - Eminem                                 |
| 18   | Whatcha Say - Jason Derulo                          |
| 19   | Uprising - Muse                                     |
| 20   | Poker Face - Lady Gaga                              |
| 21   | Paparazzi - Lady Gaga                               |
| 22   | Hey You - Pony Pony Run Run                         |
| 23   | Dynamite - Taio Cruz                                |
| 24   | Stereo Love - Edward Maya & Vika Jigulina           |
| 25   | Undisclosed Desires - Muse                          |
| 26   | When Love Takes Over - David Guetta & Kelly Rowland |
| 27   | Rude Boy - Rihanna                                  |
| 28   | Break Your Heart - Taio Cruz                        |
| 29   | Gettin' over you - David Guetta & Fergie            |
| 30   | Casquette à l'envers - Sexion d'Assaut              |
| 31   | Airplanes - B.o.B & Hayley Williams                 |
| 32   | If We Ever Meet Again - Timbaland & Katy Perry      |
| 33   | Club Can't Handle Me - Flo Rida                     |
| 34   | Heavy Cross - Gossip                                |
| 35   | Je veux - ZAZ                                       |
| 36   | Papa Plans - M.I.A.                                 |
| 37   | Comme des enfants - Cœur de pirate                  |
| 38   | I Need a Dollar - Aloe Blacc                        |
| 39   | Only girl - Rihanna                                 |
| 40   | OMG - Usher                                         |
| 41   | Pas besoin de toi - Joyce Jonathan                  |
| 42   | Teenage Dream - Katy Perry                          |
| 43   | Boom Boom Pow - Black Eyed Peas                     |
| 44   | DJ Got Us Fallin' in Love - Usher                   |
| 45   | Help Myself - Gaëtan Roussel                        |
| 46   | Kids - MGMT                                         |
| 47   | Wavin' Flag - K'naan & Féfé                         |
| 48   | Down - Jay Sean                                     |
| 49   | Junebug - Robert Francis                            |
| 50   | Te Amo - Rihanna                                    |